# Wornyczany
Wornyczany (ukr. Ворничани) – wieś na Ukrainie, w obwodzie czerniowieckim, w rejonie dniestrzańskim, w hromadzie Chocim. W 2001 liczyła 637 mieszkańców.